# 戴美克森氏地圖投影

世界地圖在二十面體表面上的地圖投影動畫

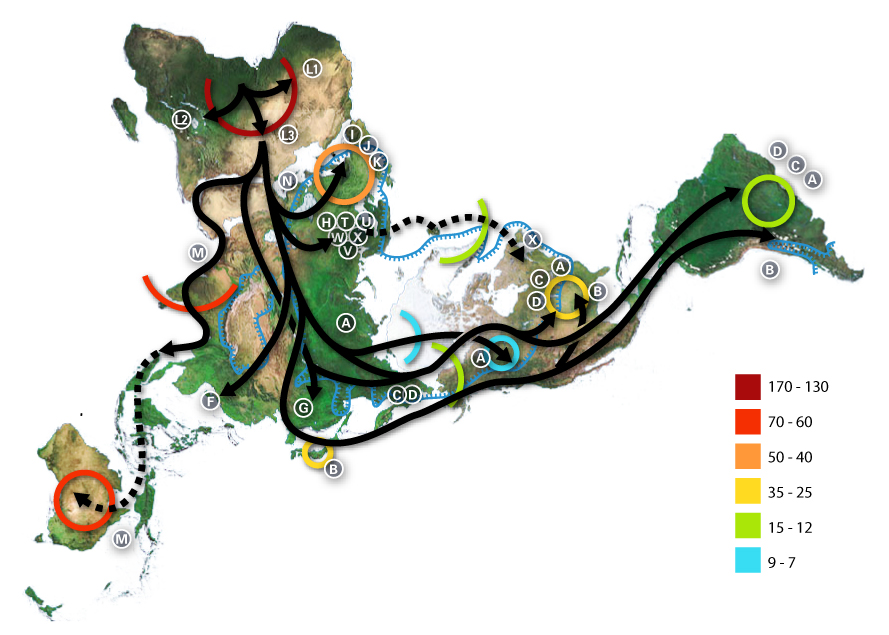
黑色的箭頭代表人類遷徙的路徑，彩色的圈圈代表移動到這裡的時間點，單位是千年前。

戴美克森氏地圖或稱富勒地圖是一個投影一個的世界地圖上的表面二十面體，其可以展開並變2D平面地圖。由美國人巴克敏斯特·富勒發明。
1946年已經獲得專利。此時的實例十四面體有序被示出投影到（矢量平衡體）。
1954年在瀚洋世界地圖的版本，使用了修改，但大多是經常二十面體為基礎的投影，這是為現今最常用的版本。
不同於許多其它的投影方法中，戴美克森氏地圖旨在精確地呈現在地球在整個表面上。

## 特點
這張地圖在世界地圖的其餘部分有幾個優點，以及富勒說：
- 這和麥卡托投影相比是相當明顯的，該地區的偏差相對較小。
- 這和高爾-彼得斯投影相比是相當明顯的，形狀的畸變是相當小的。。

其他地圖投影，可以說是類似的東西。
除了特別的事情是，是，戴美克森氏地圖沒有“正確的向上方向”。富勒認為，在宇宙中沒有上、下、北、南，只有內外分別，內意思是：恆星和行星的重力；外意思是：遠離重力中心。富勒認為大多數其他世界上北下南的的分法是一種文化偏見。
Fuller intended the map to be unfolded in different ways to emphasize different aspects of the world.  Peeling the triangular faces of the icosahedron apart in one way results in an icosahedral net that shows an almost contiguous land mass comprising all of Earth's continents – not groups of continents divided by oceans.  Peeling the solid apart in a different way presents a view of the world dominated by connected oceans surrounded by land.

## 外部連接
- DYMAX REDUX, a design competition for a fresh take on the dymaxion projection by the Buckminster Fuller Institute （页面存档备份，存于）
- Fuller Map homepage （页面存档备份，存于）
- Dymaxion Project Animation
- Icosahedron and Fuller maps （页面存档备份，存于）
- Dynamically generated maps based on the Dymaxion projection （页面存档备份，存于）